# Mouvement contre le contrat première embauche de 2006
Pour un article plus général, voir Contrat première embauche.
 (septembre 2021).
Si vous disposez d'ouvrages ou d'articles de référence ou si vous connaissez des sites web de qualité traitant du thème abordé ici, merci de compléter l'article en donnant les références utiles à sa vérifiabilité et en les liant à la section « Notes et références ».

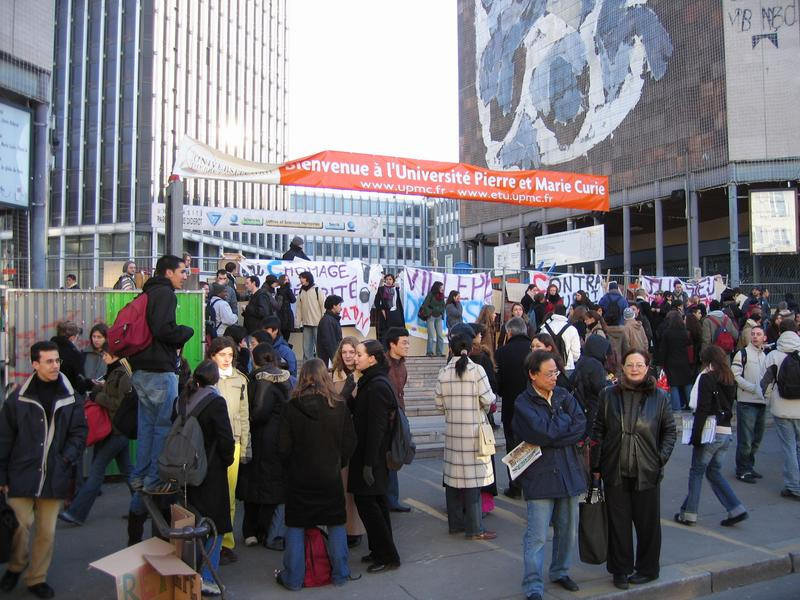
L'entrée principale du campus de Jussieu à Paris lors des manifestations.

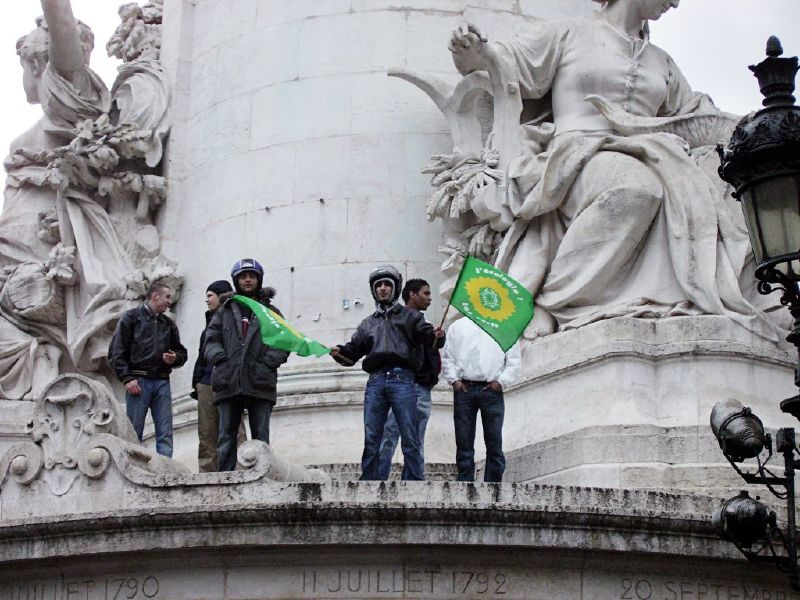
Manifestation anti-CPE sur la place de la République à Paris.

Le projet de loi instituant en France le contrat première embauche (CPE) puis son adoption par l'Assemblée nationale dans la nuit du 8 au 9 février 2006, entraînent, au cours des mois de février, mars et avril 2006, un important mouvement étudiant et lycéen, soutenu par des partis politiques et par la plupart des syndicats.
Les syndicats et coordinations d'étudiants et de lycéens, ainsi que les partis de gauche, manifestent contre le gouvernement Dominique de Villepin et demandent le retrait du CPE. Un grand nombre d'Assemblées générales demandent aussi l'abrogation de l'intégralité de la loi pour l'égalité des chances dont il fait partie, et également le retrait du contrat nouvelles embauches (CNE), plus ancien, similaire par certains aspects au CPE. D’autres revendications ont également été défendues, sans succès (augmentation du nombre de postes aux CAPES, etc.).
Face aux manifestations, le 10 avril, Dominique de Villepin annonce que « les conditions ne sont pas réunies » pour que le CPE s'applique, deux mois après son adoption par le Parlement et dix jours après la validation de la loi (décision 2006-535 DC du 30 mars 2006) par le Conseil constitutionnel. Cette loi est alors retirée.
Le conflit voit par ailleurs naître une opposition importante d'étudiants contre les blocages d'universités et de lycées.

## Revendications
Dès l'annonce de la création du CPE par le Premier ministre Dominique de Villepin le 16 janvier 2006, un mouvement de contestation se développe. Le 23 janvier, Dominique de Villepin accélère le pas et décide l'avancée du calendrier législatif en utilisant la procédure d'urgence parlementaire qui limite le parcours de la loi à une lecture du projet par chambre. Le lendemain dans un appel commun des organisations (syndicats de salariés et d'étudiants, organisations politiques, culturelles) créent un collectif de lutte contre le CPE et appellent à la déclinaison locale de ce collectif, ce qui se fait par la suite dans la plupart des grandes villes françaises. Ces étudiants, estimant que le CPE est un emploi précaire, lancent des actions avec distributions de tracts, manifestations, assemblées générales sur les campus. Une manifestation unitaire le 7 février rassemble près de 400 000 personnes.
La revendication première est le retrait de l'ensemble de la loi dite « pour l'égalité des chances ». Lors de la coordination nationale étudiante tenue à Toulouse le 25 février 2006, d'autres revendications sont énoncées : l'emploi stable pour tous et le retrait des contrats précaires, le réengagement financier de l’État dans le service public universitaire, le retrait de la loi Fillon, la reconnaissance des diplômes universitaires, le retrait du « pacte pour la recherche », ainsi que l’arrêt du « traitement répressif » des mouvements sociaux, l'amnistie des lycéens ayant participé au mouvement contre la loi Fillon et des personnes poursuivies à la suite des émeutes urbaines de novembre 2005.
La coordination nationale étudiante tenue sur le campus de la faculté des lettres de l'université d'Aix-Marseille I les 25 et 26 mars 2006 réaffirme son attachement à la plate-forme de Toulouse et demande la démission du gouvernement Dominique de Villepin.
Certains étudiants affirment leur volonté de mettre fin à l'économie de marché, de changer le système politique, et ont défendu des projets de société de type communiste ou anarchiste. Des mots d'ordre autogestionnaires sont parfois mis en avant.

## Positions politiques
Les partis de gauche annoncent qu'ils souhaitent le retrait immédiat et inconditionnel du CPE et réclament à nouveau le retrait du contrat nouvelle embauche (CNE) qui a été voté en 2005. L'UDF s'oppose également au CPE, demandant une réduction de la période de consolidation, la motivation du licenciement, ainsi que l'impossibilité d'« enchaîner CPE sur CPE ». Cependant, certaines voix[Qui ?] à gauche s'élèvent contre une opposition totale.
L'UMP, présidée par Nicolas Sarkozy, soutient son gouvernement, mais de nombreuses voix[Qui ?] s'élèvent pour demander une suspension du CPE permettant au plus vite l'ouverture d'un dialogue avec les organisations de jeunes et les syndicats. Les proches de Dominique de Villepin reprochent au parti de ne pas soutenir suffisamment le Premier ministre. Des dissensions internes refont surface, en vue de l'élection présidentielle de 2007. Plusieurs députés UMP, comme Hervé de Charette, demandent la suspension du projet CPE face à la réaction qu'il suscite.
D'autres partis comme le MPF ou le Front national ont une position mitigée, s'opposant à toute forme de grève (notamment des universités) mais se positionnant pour une évolution du CPE.

## Historique du mouvement

### Préparation
Dès mi-janvier, la direction parisienne de l'UNEF fait parvenir par mail aux responsables locaux du syndicat un vade-mecum d'une dizaine de fiches qui leur donne des consignes à suivre, dans le but de parvenir à des blocages d'université : « faire en sorte que le président de séance lors des AG soit une personne de l'UNEF », « aller parler aux gauchistes ou droitiers pour les occuper et minimiser leur prise de parole », « blinder [la commission action, la commission dans laquelle s'investissent le plus les gauchistes] pour ne pas se retrouver avec des occupations toutes les trois secondes », empêcher la création de commission presse... Bruno Julliard justifie la pratique en affirmant les documents sont envoyés à la demande de militants locaux.

### Manifestations étudiantes

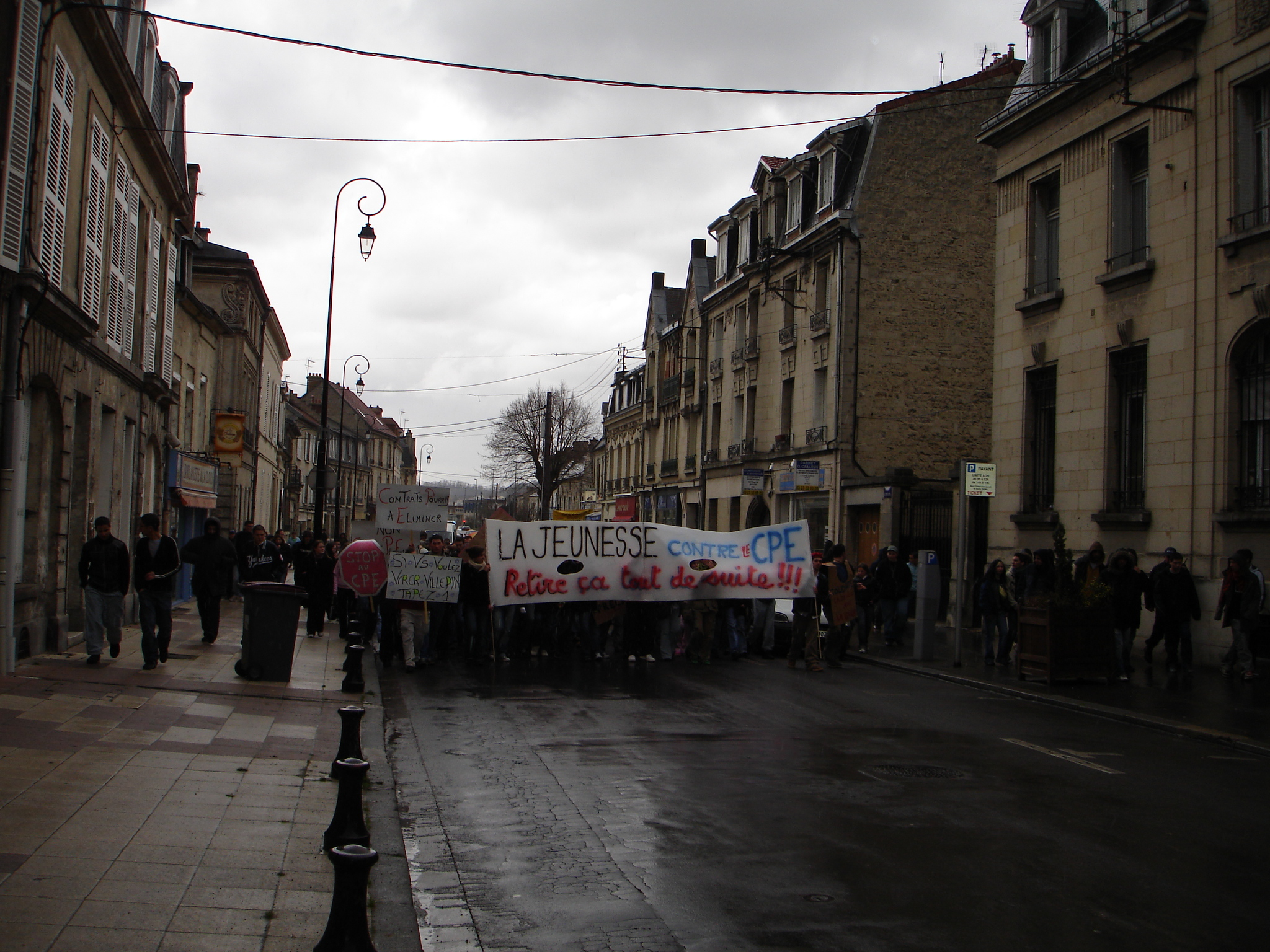
Manifestation lycéenne contre le CPE à Soissons (Aisne), 28 mars 2006.

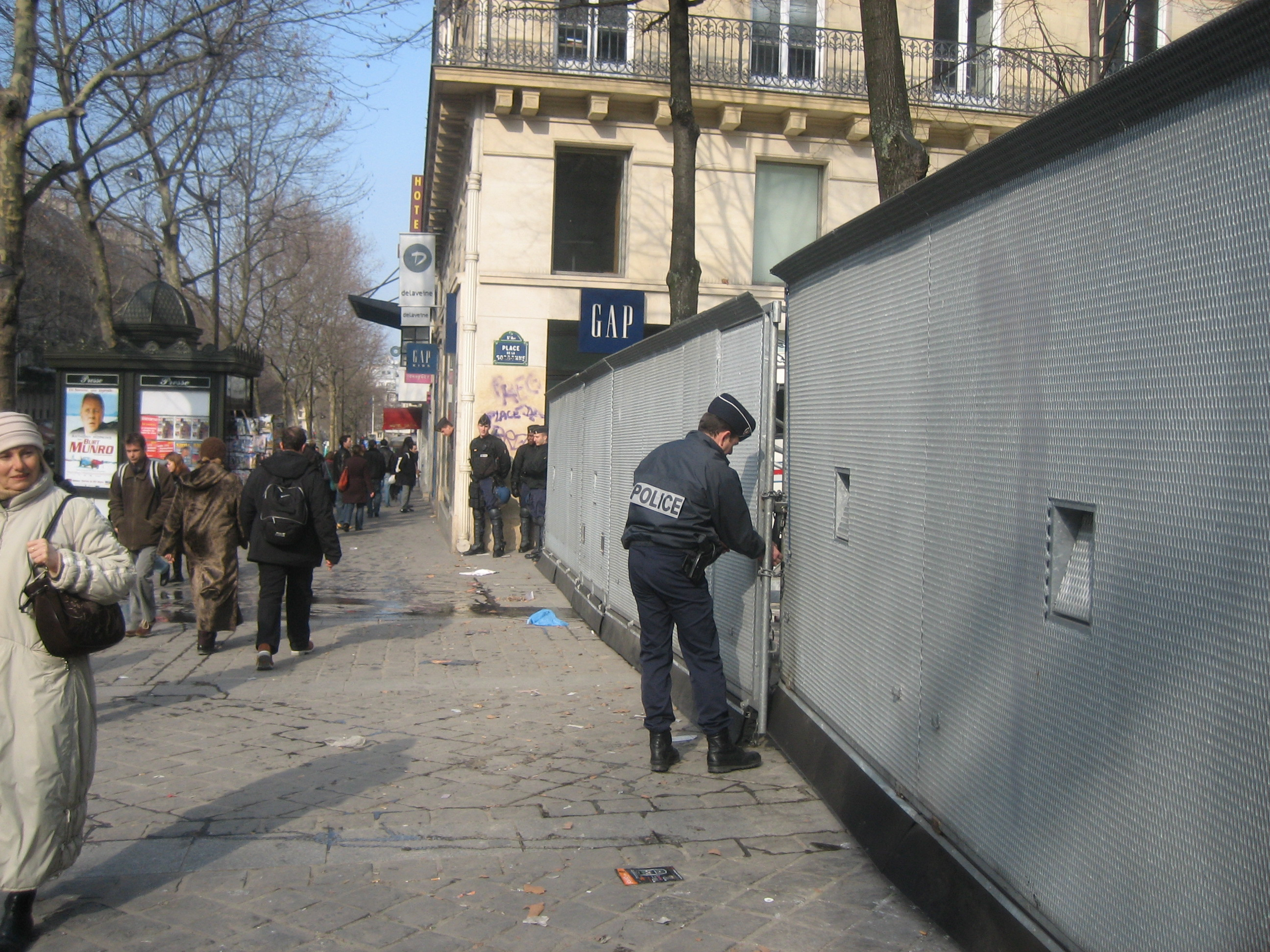
Le verrouillage de la place de la Sorbonne constitue une mesure d'exception pour mettre fin à l'occupation de l'université. La Sorbonne est en effet associée à une forte charge symbolique pour les mouvements étudiants français.

Le mouvement commence à ce moment à prendre de l'ampleur. Les militants organisent des assemblées générales (AG) dans les amphithéâtres des universités. Dans plusieurs facultés (l'Université Rennes 2 le 8 février, la Sorbonne le 8 mars), ils votent la « grève », souvent avec piquet de grève.
Le 10 mars 2006, plusieurs dizaines d'universités (quatre-vingt-quatre universités au total selon les mouvements étudiants et environ une vingtaine selon le ministère de l'intérieur) sont en « grève », revotée régulièrement par les militants réunis en « assemblée générale » dans les amphithéâtres. Dans le courant du weekend, seules certaines d'entre elles restent occupées par quelques étudiants (Aix I, Dijon, Marseille I, Toulouse II-Le Mirail, Rennes II, Montpellier II et III, Nice-Sophia-Antipolis UFR de Nice et Valbonne et campus de Nice Ville II ainsi que Saint-Étienne Tréfilerie).

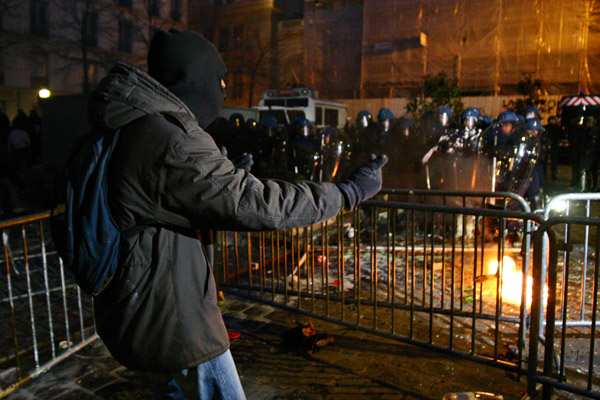
Manifestant devant la Sorbonne, cocktails Molotov

Dans la nuit du 10 au 11, le site de la Sorbonne est évacué par les forces de l'ordre avant la fin de la troisième nuit de son occupation par des militants réclamant l'abrogation de la loi. La Sorbonne, la place de la Sorbonne et des rues adjacentes sont interdites d'accès par les CRS jusqu'au 24 avril. Des groupes parfois très violents de militants ou d'« autonomes » attaquent cette concentration policière, causant de nombreux blessés parmi les forces de l'ordre.[réf. nécessaire]
Une mobilisation contre le CPE a également lieu dans les départements d'outre-mer (notamment la Guadeloupe).
Le président de l'université de Nantes apporte son soutien aux étudiants protestataires en demandant la suspension du contrat.

### Poursuite des manifestations

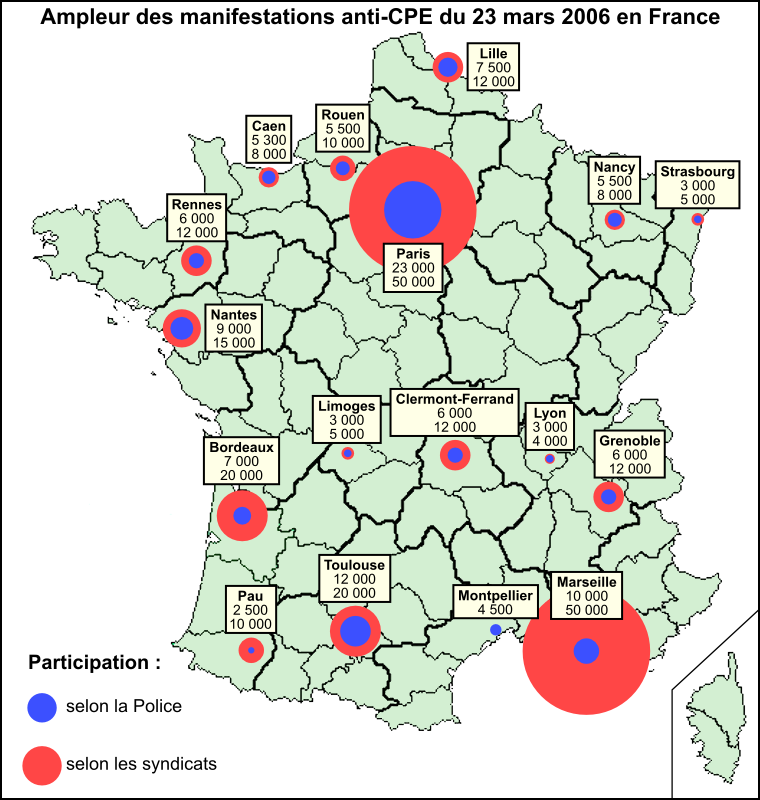
Cartes des principales manifestations du 23 mars

Le 14 mars avec 41 000 manifestants (source police) et le 16 mars avec 447 500 personnes (selon la police, 500 à 800 000 selon les organisateurs), les manifestations composées principalement d'étudiants et de lycéens se poursuivent. Des actions « coup de poing » sont également organisées, comme le blocage de trains (Nantes, Dijon), de rocades ou de voies rapides (Angers, Rennes, Nice, Rouen, Poitiers, Dijon, le pont de l'île d'Oléron), le blocage du convoi de l'Airbus A380 ou encore des « expulsions » des locaux du MEDEF et de l'UMP (Montpellier, Poitiers).
Le vendredi 17 mars, le gouvernement tente de « renouer le dialogue » et souhaite améliorer le CPE par la discussion. Il reçoit les syndicats mais ceux-ci refusent toute négociation tant que le contrat ne sera pas retiré.
Le samedi 18 mars a lieu une journée nationale de manifestations avec entre 530 000 et 1,5 million manifestants qui défilent dans 160 villes de France. Des heurts avec la police ont lieu en fin de cortège.

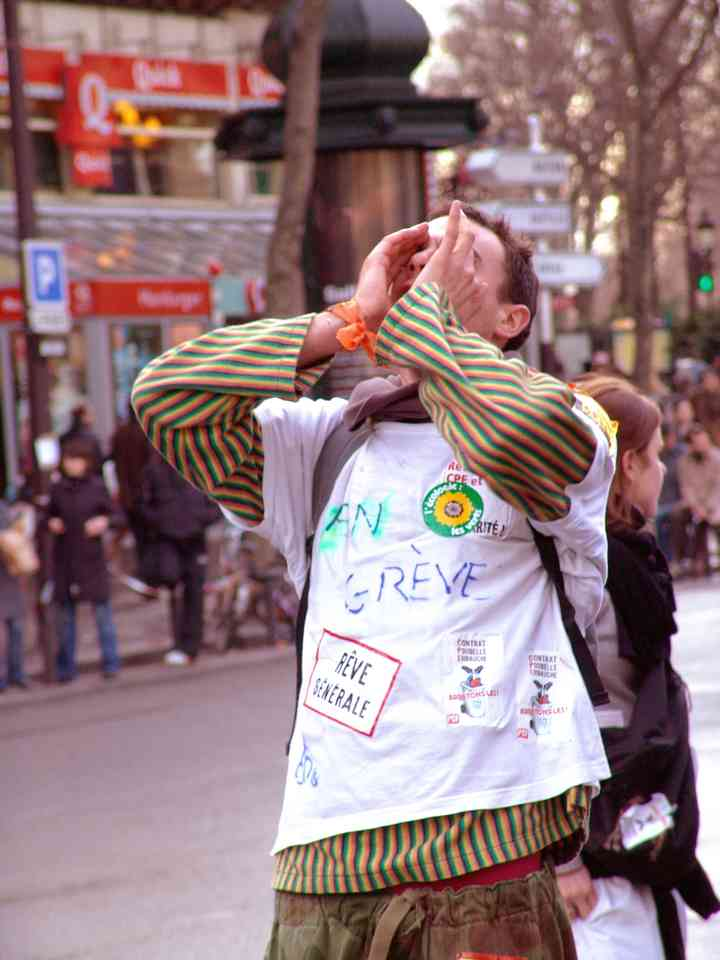
Mouvement anti-CPE : un étudiant appelle à la grève générale, Place de la République, Paris.

Une grève interprofessionnelle a lieu le mardi 28 mars. une nouvelle manifestation rassemble entre 1 055 000 et 3 000 000 de personnes. Le 30 mars, le Conseil constitutionnel déclare la loi pour l'égalité des chances — dont l'article 8 porte création du contrat première embauche — conforme à la constitution, à l'exception des articles 21 et 22. Le lendemain soir, Jacques Chirac, président de la République, annonce lors d'une intervention radiotélévisée qu'il promulgue la loi mais demande une nouvelle loi pour modifier les clauses qui « posent problème » (période d'essai de deux ans, absence d'obligation pour les employeurs de motiver la rupture du contrat).
Des préavis de grève sont déposés par les syndicats pour la journée du 4 avril appelant à des manifestations interprofessionnelles. Trente-deux villes de France connaissent des débrayages dans les transports publics, 40 % des écoles du primaire et 25 % du secondaire sont perturbées. Durant cette journée, les manifestations rassemblent entre 1 million et 3 millions de personnes.
Le 5 avril, les négociations entre les parlementaires UMP et les syndicats de travailleurs, de lycéens et d'étudiants débutent pour une modification éventuelle de la loi, conformément aux souhaits du président de la République. Les syndicats demandent que le CPE soit abrogé avant le 15 avril 2006. Les députés socialistes déposent une proposition de loi allant également dans ce sens.
Le 6 avril, la grève continua avec une augmentation très importante des actions coups de poing, comme le blocage du pont de l'île d'Oléron par les lycéens du CEPMO qui bloqua le département pendant de longues heures, ou encore les arrêts de train en gare de Paris, Lille, Bordeaux, et le blocage du convoi de l'Airbus A380.
Le 10 avril, Dominique de Villepin annonce que « les conditions ne sont pas réunies » pour que le CPE s'applique. La majorité des Assemblées générales votent alors la fin du mouvement.

## Autonomie et organisation

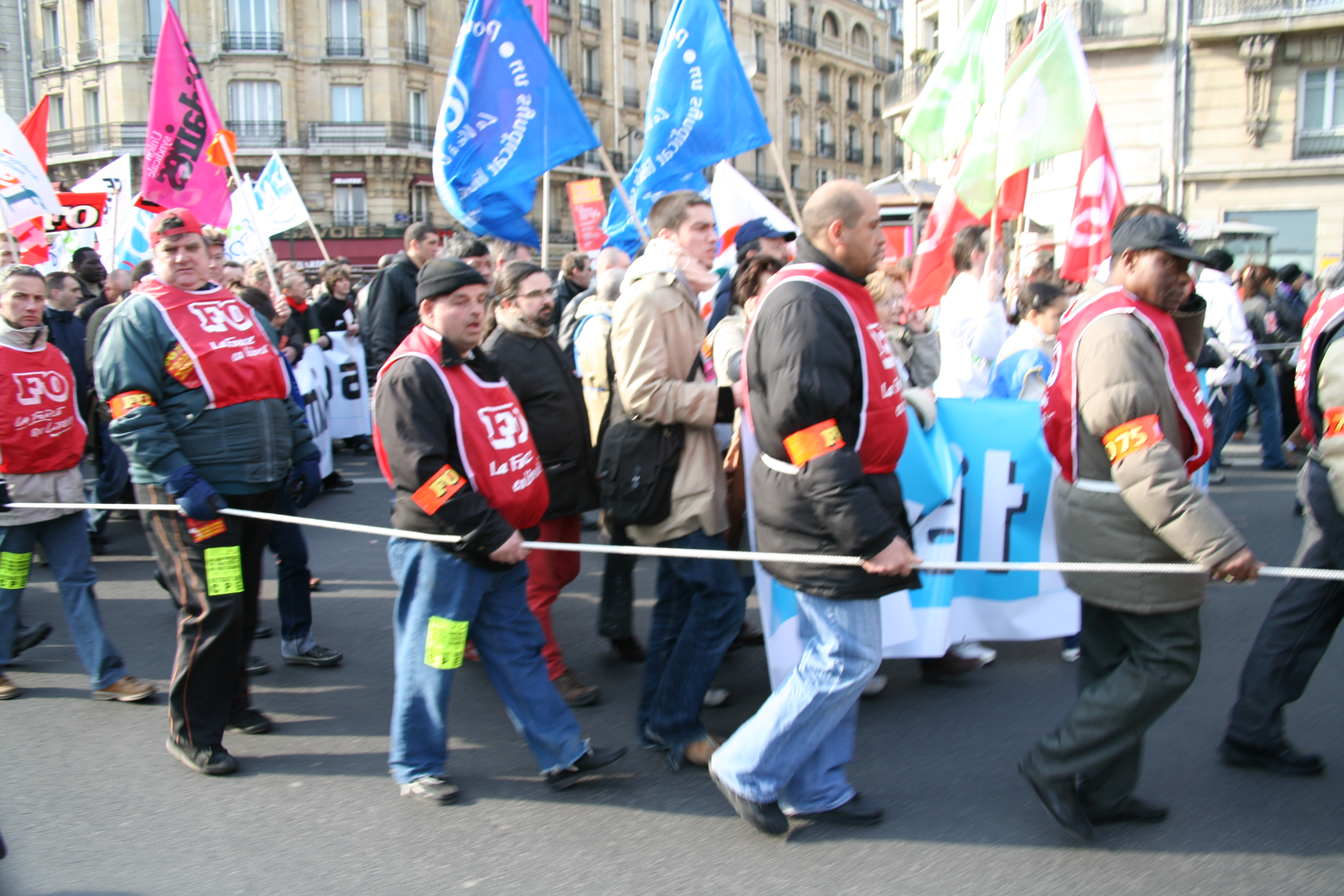
Manifestation anti-CPE du 18 mars 2006, à Paris.

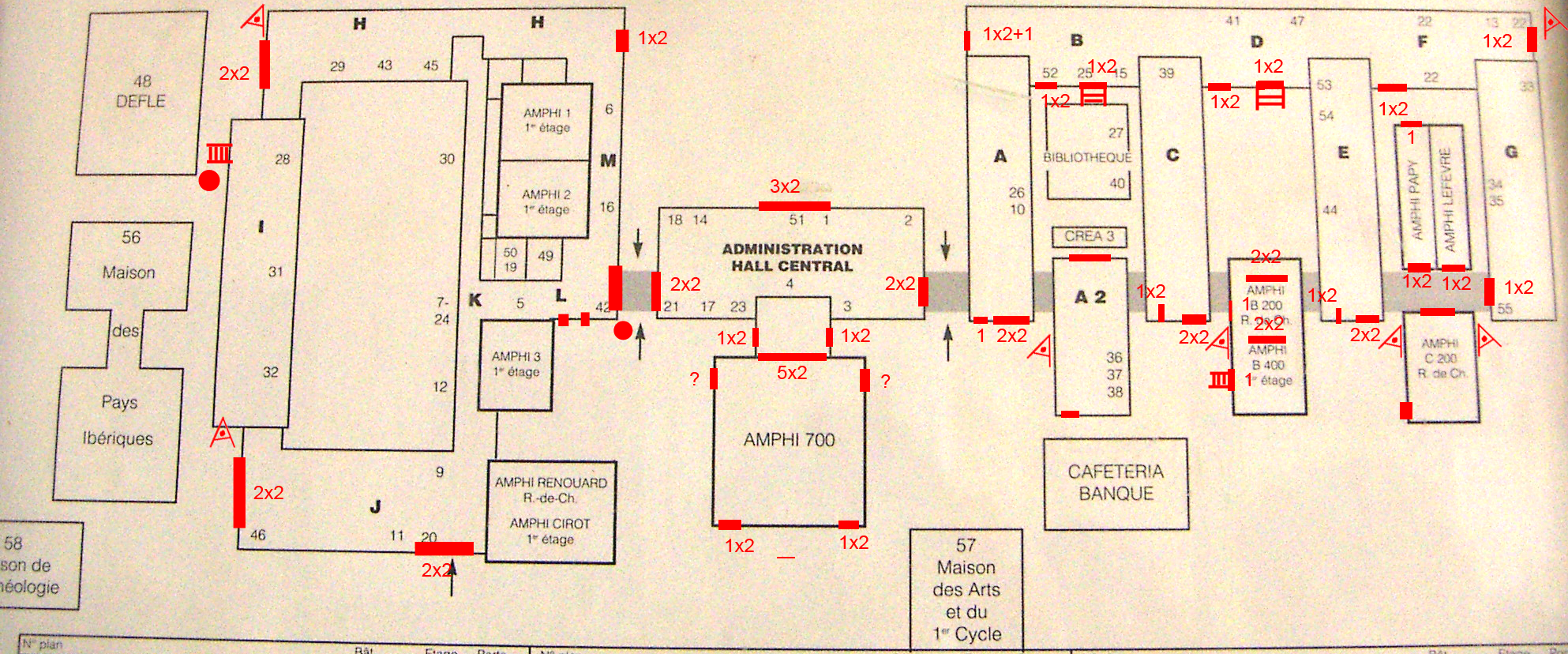
Université de Bordeaux III avec le signalement des portes. Le blocage consista à bloquer par cadenas les entrées des 3 ensembles principaux à l'arrivée des premiers employés : Administratif, au centre ; Langues étrangères, littérature et géographie, à droite ; Histoire, art et ibérique, à gauche.
Le mercredi 1er mars, ces trois ensembles sont totalement bloqués par des chaînes et des chaises. Des tables d'informations sont organisées dans la cour centrale.

Plus difficile à identifier que l'opposition des syndicats et des partis, le rôle dans le mouvement anti-CPE des étudiants d’habitude non organisés, qui pour beaucoup se mobilisent pour la première fois. On parlera parfois de « manifestations spontanées », même s'il s’agissait souvent de manifestations décidées à l’avance (en « assemblées générales » souvent très minoritaires). L'imprécision de l'emploi des termes de « gauchistes » ou « casseurs », les approximations sur l'ampleur des événements montrent aussi l'embarras du gouvernement et des médias pour désigner et décrire une telle situation (choix du mouvement anti-CPE d'utiliser les blocages : lycées, universités, gares, routes, etc.).
Dès l'extension des manifestations après l'évacuation de la Sorbonne, le ministre de l'intérieur Nicolas Sarkozy a exprimé la crainte d'une « connexion » entre l'« extrême gauche » et les « jeunes des cités ». Toutefois, axant sa politique vers la future élection présidentielle, Nicolas Sarkozy prend soin de brider les forces de l'ordre pour réduire les risques qu'il y ait des morts.
Lors des émeutes de l'automne précédent, il avait été beaucoup question du rôle d'Internet dans la propagation et les tentatives de coordination du mouvement, des sites dénoncés par police et politiques, des Skyblogs désactivés et certains de leurs auteurs inquiétés. L'attention se porte cette fois vers les sites militants d'édition libre tels Bella ciao ou Indymedia Paris dont le rôle est reconnu par certains grands médias : 
« Chez les partisans de la mobilisation anti-CPE, le principal site d’information actualisé en permanence est le site « indymédia » (...). Le site (...) peut quasiment donner des informations en temps réel sur les manifestations, les incidents. Par ses agendas actualisés, il permet de donner des rendez-vous aux personnes intéressées par tel ou tel rassemblement. » (France 2).
Malgré le rôle des syndicats étudiants dans l'initiation du mouvement, le mouvement a largement dépassé ces organisations. Le mouvement était structuré par les assemblées générales dans les universités, « assemblées générales » qui étaient structurées au niveau national par la coordination nationale étudiante. Dans ce mouvement certaines organisations syndicales durent faire face à de l'hostilité de la part des éléments les plus radicaux, cette méfiance fut surtout concentrée sur la Cé, qui, si elle n'était pas totalement hostile au principe du blocage demandait que des votes à bulletin secret soient organisés pour les décisions de blocage dans un souci de démocratie et en raison du fait qu'il était très compliqué de se positionner contre les blocages lors des AG au risque de se faire chahuter ou insulter. L'UNEF, qui fut un temps réservée sur les piquets de grève et qui fut accusée par une partie des militants de chercher à trahir le mouvement (notamment en refusant l'élargissement des revendications à autre chose que le CPE alors que les assemblées générales avaient pour la plupart des revendications plus larges), ce à quoi l'UNEF opposait la nécessité d'avoir un mot d'ordre clairement identifiable et permettant de maintenir l'unité avec les syndicats de salariés. Ces deux organisations furent aussi critiquées en raison de leurs interventions médiatiques qui ne faisaient quasiment jamais référence à la coordination nationale.
Julie Coudry, présidente de la Cé, fut régulièrement invitée sur des plateaux télé et était détestée des étudiants mobilisés car ses propos étaient jugées contraires aux positions d'un mouvement qu'elle prétendait représenter et ce sans avoir reçu le moindre mandat pour cela. Ce mouvement lui a permis d'acquérir en peu de temps une relative notoriété. Bruno Julliard, président de l'UNEF était dans une situation équivalente mais dans une moindre mesure puisqu'il avait déjà une existence médiatique avant ce mouvement et que les militants de son organisation étaient effectivement mobilisés dans ce mouvement. On retrouve ici des parcours militants qui aboutissent à des stratégies de carrières dans les partis de gauche, comme on en a observés depuis l'après-mai 68.
Au-delà des organisations syndicales, le mouvement anti-CPE a aussi été un champ de rivalités entre différents courants politiques. Il semble aussi que des groupes dits autonomes (plus ou moins anarchistes et hostiles aux syndicats) se sont multipliés. À Paris, une assemblée autonome de 300 personnes a ainsi occupé pendant quatre jours l'École des hautes études en sciences sociales (EHESS), pillant les bureaux des chercheurs et tentant d'incendier des bibliothèques dont le contenu n'était pas « politiquement correct », comme les fonds Raymond Aron ou François Furet.

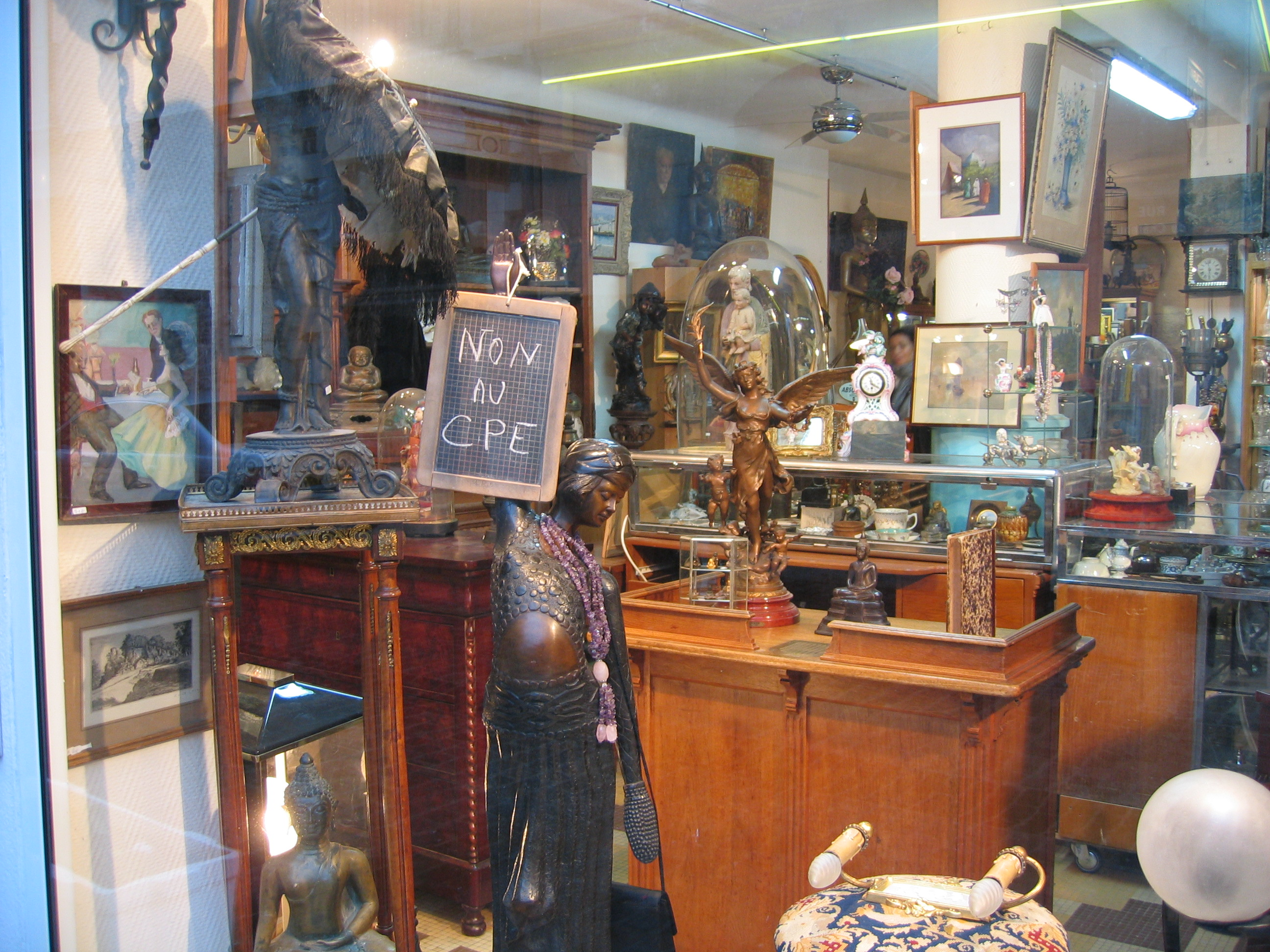
Message de soutien d'un antiquaire, le 30 mars 2006.

Le mouvement anti-CPE semble avoir été mené par une majorité d'étudiants non engagés jusqu'alors. Il y avait bien des socialistes, des communistes, des trotskistes, des anarchistes, mais la grande majorité des étudiants engagés dans ce mouvement ne présentait aucune posture idéologique définie et arrêtée. L'UNEF a toutefois joué un rôle majeur  dans l'organisation des réunions intersyndicales, et a même convaincu les syndicats de salariés à intégrer des membres de la coordination nationale à ces réunions. Il faut également souligner l'importance de l'unité entre les syndicats professionnels, les syndicats étudiants, et les assemblées générales sur le mot d'ordre de retrait du CPE, qui a permis de créer un véritable front commun et de mettre une pression maximale sur le gouvernement. Toutefois une partie des organisations et des assemblées générales demandaient le retrait de toute la Loi pour l'égalité des chances et non uniquement du CPE.[réf. nécessaire]

## Violences

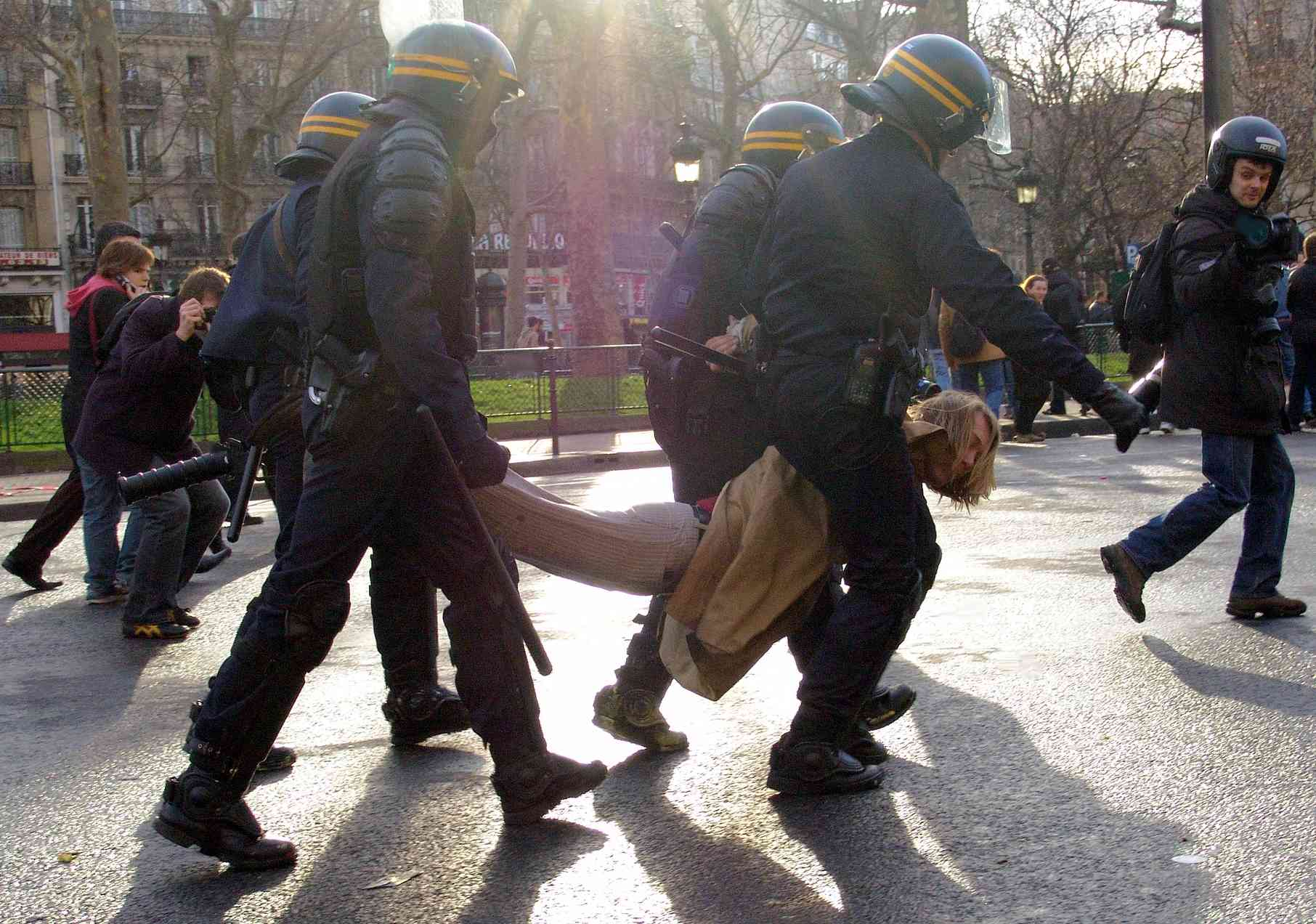
Un étudiant emporté par les CRS, Place de la République, mars 2006.

Bien que la mobilisation fût globalement paisible, des violences ont été constatées en marge des manifestations. Si certaines sont sans lien avec le mouvement, la plupart ont des motivations liées à celles du mouvement (« anticapitalisme », opposition au gouvernement de droite) et toutes ont profité de la couverture offerte par des manifestations massives de jeunes.
Selon les observateurs médiatiques, elles présenteraient un certain nombre de similitudes avec celles des émeutes de 2005 dans les banlieues françaises.
Les manifestants lycéens et étudiants, premières victimes de ces violences, les dénoncent rapidement. Une partie des manifestants se réclament alors ouvertement du pacifisme (sit-in, chants, etc.). Une autre s'oriente vers l'organisation de happenings à caractère culturel ou ironique. En ce sens, les manifestations anti-CPE se distinguent nettement des manifestations de pêcheurs (incendie du Parlement de Rennes en 1994), de routiers (blocages des routes et diverses violences en 1997) ou d'agriculteurs (saccage des bureaux du Ministère de l'Écologie en 1999 et 2006, etc.).
Les violences matérielles qui ont lieu sont :
- de dégradations lors d'occupations de bâtiments, comme le bâtiment principal de l’École des hautes études en sciences sociales[réf. souhaitée] ou l'Université de Nantes (principalement dans le bâtiment Censive). Ces dégradations furent parfois assorties de vol de matériel,
- des dégradations lors des manifestations (vitrines, voitures…), parfois avec des justifications à caractère politique (vitrines d'agences d'intérim, de banques…), et parfois causées en marge des manifestations par des jeunes venus avec la volonté de se battre avec les forces de l'ordre,

Les dégradations commises dans quelques universités sont estimées au maximum à deux millions d'euros par Yannick Vallée, premier vice-président de la Conférence des présidents d’université (CPU).
Dans les manifestations, des étudiants font usage de cocktails Molotov à Rennes. Selon la Ligue communiste révolutionnaire et SUD Étudiant, des agents de police habillés en civil et utilisant parfois les autocollants d'organisations syndicales ou politiques auraient, dans certains cas, participé au déclenchement de comportements collectifs violents tel que le lancer de projectiles sur les forces de l'ordre dans le but de mieux contrôler les débordements et d'arrêter plus facilement les émeutiers.
Le 18 mars 2006, Cyril Ferez, un syndicaliste de SUD-PTT, en état d'ébriété, assis place de la Nation, est grièvement blessé lors des échauffourées entre manifestants et forces de l'ordre. Transporté à l'hôpital Saint-Antoine vers 20h50, il sombre dans le coma pendant la nuit avant d'être transféré au Centre hospitalier universitaire Henri-Mondor. Son coma dure trois semaines,. Une information judiciaire est ouverte pour coups et blessures volontaires le 28 avril 2006. Au vu des premiers éléments recueillis lors de l'enquête et des chefs d'ouverture d'information judiciaire, le parquet ne considère pas que les forces de l'ordre soient responsables des coups portés à Cyril Ferez. Les syndicats dénoncent le manque d'indépendance de l'enquête de l'inspection générale des services.
Parallèlement, un certain nombre de violences sont imputées à l'inaction des forces de l'ordre, laissant à dessein des personnes encagoulées attaquer et voler les manifestants (violences sur l'Esplanade des Invalides soldant la manifestation du 24 mars 2006 par exemple,). Selon Libération, durant cette journée, « des casseurs accompagnent et frappent les manifestants tout au long du parcours »
En 2016, dans son ouvrage La Cause du peuple, Patrick Buisson, l'ancien conseiller de Nicolas Sarkozy et depuis en désaccord avec celui-ci, affirme que Nicolas Sarkozy a, lors de ces manifestations, laissé des « bandes de blacks et beurs » agresser  des « jeunes blancs »,.

## Oppositions au mouvement anti-CPE
Une opposition aux actions et manifestations anti-CPE naît en réaction à l'interruption des enseignements sur les sites universitaires mobilisés (cette interruption est parfois qualifiée de blocage) par les manifestants.
Les assemblés générales servant à organiser la mobilisation sont qualifiées d'« illégitimes » et/ou « non représentatives » par des étudiants opposés aux interruptions des enseignements et par certaines directions d’universités qui estiment que les manifestants « décident en nombre insuffisant » et organisent des votes à main levée, et parfois sans vérification des cartes d'étudiant.
Cette critique relative aux modalités d'organisation de la mobilisation a parfois donné l’organisation de votes à bulletin secret par les universités, les résultats de ces scrutins furent très variés. Dans certains centres universitaires, l'organisation de tels scrutins aurait été empêchée par les étudiants et personnels mobilisés (comme à Clignancourt-Paris IV, Tolbiac-Paris I ou René Cassin-Paris I[réf. nécessaire]), tandis que des universités décident d'organiser les votes, comme à celle de Poitiers ou de Bordeaux IV. Les assemblées générales appellent le plus souvent au boycott de ces scrutins organisés par l’administration. Notamment car les assemblées générales ne se résumaient pas à un positionnement binaire de type « interruptions des enseignements ou pas » avec divers biais dans les formulations et car les assemblées générales devaient rester pour eux le lieu de décision.
Certaines directions d’universités ont exercé des pressions diverses contre les étudiants mobilisés[source insuffisante]. Dans les universités, l’absence aux TD (travaux dirigés) doit être justifiée. Accepter la « grève » comme justification d'absence est un choix de l'administration, selon sa sensibilité cela sera accepté ou non. Dans les IUT, le contrôle de présence est plus important.

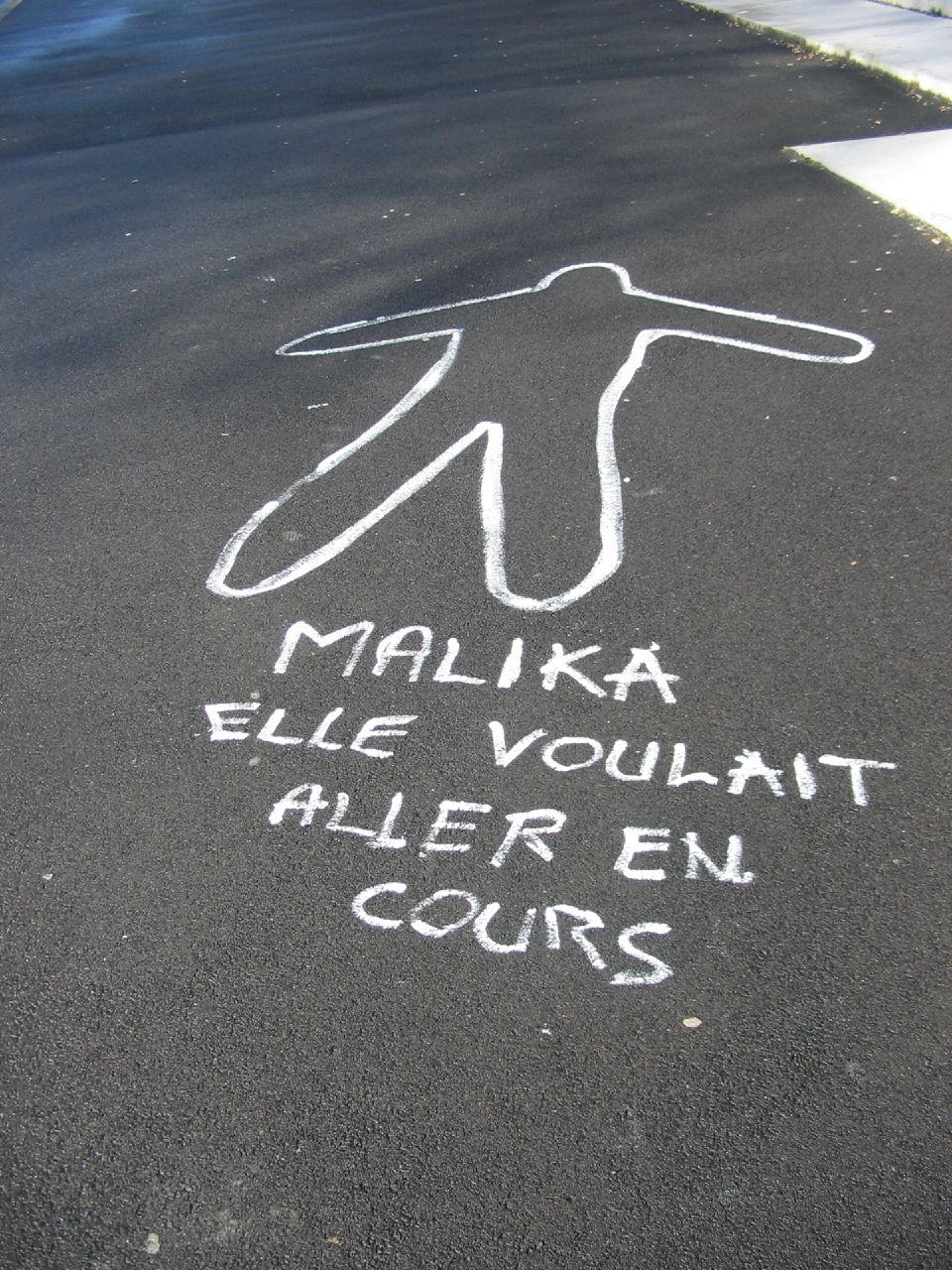
Action contre le blocage, ici à Rennes 2

Le mouvement « anti-blocage » se constituait de deux catégories principales. D'une part les personnes soutenant le gouvernement et la création de ce type de contrat. Et d'autre part des personnes s'intéressant relativement peu aux causes de la mobilisation mais se focalisant sur la conséquence la plus concrète pour eux, l'interruption des enseignements (des volontés divergentes entre ces deux catégories ont été l'occasion de tensions).
La première catégorie étant plus politisée que la seconde, elle structure la contre-mobilisation et fournit les arguments. Des termes tel que « prise d'otages » ou « liberté d'étudier » resurgissent. Le droit est aussi évoqué et l'interruption des enseignements est qualifiée d'« illégale ». Bien que la principale organisation organisant la contre-mobilisation, l'UNI, soit favorable à une sélection sociale plus forte, le cas des étudiants les plus fragiles qui seraient pénalisés par le mouvement est mis en avant.
Plusieurs organisations de droite participent au développement du contre mouvement, principalement l'UNI, mais aussi Liberté chérie ou des collectifs aux noms variés tel que SOS facs bloquées, Halte au blocage ou Stop blocage. L'UNI a ressorti son collectif Stop la grève qu'elle réactive lors de chaque mouvement universitaire.
Le rapport à la mobilisation des opposants au mouvement était variable, alors que Liberté chérie est opposée au CPE et que l'UNI y est favorable, les collectifs de sensibilités politiques variées auraient pour la plupart refusé de se prononcer sur la mesure. Le mouvement malgré ses faibles effectifs a réussi à organiser de petites manifestations de quelques centaines de personnes au mieux ou des démarches judiciaires sont organisées.

## Controverses
Les universités les plus mobilisées verraient leur image se dégrader aux yeux des futurs étudiants et des entreprises selon le président de Rennes II cité dans un article du Monde : « J'ai besoin de 4 000 stages par an, dit-il, mais je crains que ce ne soit de plus en plus dur de vendre Rennes-II à des patrons qui voient notre université comme un repaire de gauchistes. »

## Personnalités issues du mouvement
Une décennie après, plusieurs personnalités issues du mouvement étaient encore engagées pour la jeunesse et l’emploi. Plusieurs se sont mobilisés contre la loi El Khomri et ont acquis des responsabilités politiques ou syndicales.
- Bruno Julliard[35], 1er adjoint à la maire de Paris ;
- Sophie Binet[35] secrétaire générale de la CGT depuis 2023 ;
- Caroline De Haas[35] ;
- Mélanie Thomin, élue députée du Parti socialiste, de la 6e circonscription du Finistère sous l'étiquette de la Nupes en 2022[36],[35] ;
- Karl Stoeckel, qui préside alors l’Union nationale lycéenne sera ensuite avec Caroline de Haas et Sophie Binet à l'origine de la pétition contre la loi El Khomri, qui a recueilli un million et demi de signatures ;
- Julie Coudry[35], présidente de la Confédération étudiante de mars 2003 à mai 2008 a en 2008 cofondé La Manu, une association vouée au lien entre étudiants et entreprises ;
- Davy Castel[35], devenu rédacteur en chef de la revue Cause commune ;
- Justine Triet, qui a filmé un documentaire sur le mouvement (Sur place), a gagné le Palme d'or 2023 au Festival de Cannes.